# Forte Sant'Ermo
Il forte Sant'Ermo era una struttura difensiva costiera situata a Porto Ercole, nel comune di Monte Argentario. La sua esatta ubicazione era su un poggio fra la Rocca e il forte Avvoltojo. La struttura difensiva venne costruita dai Senesi in epoca rinascimentale, più precisamente nel corso del Quattrocento, con funzioni di avvistamento e di difesa lungo il tratto costiero della Repubblica di Siena che comprendeva anche il centro di Porto Ercole. I lavori di progettazione furono affidati quasi certamente all'ingegnere militare Francesco di Giorgio Martini, che lavorò anche alla realizzazione del perduto forte Avvoltojo e di altre torri e fortificazioni costiere della zona. Durante la guerra che tra il 1552 e il 1555 segnò la definitiva caduta politica della repubblica senese, l'intero territorio entrò a far parte dello Stato dei Presidi. Gli Spagnoli studiarono il preesistente sistema difensivo, ristrutturando e potenziando in alcuni casi le strutture già presenti, mentre in altri casi fu decisa la demolizione delle architetture militari non ritenute all'altezza delle loro più efficienti difese costiere. Seguendo il destino del forte Avvoltojo e di altri fortini presenti attorno a Porto Ercole, il forte Sant'Ermo venne completamente demolito. La struttura difensiva si presentava circondata da cortine murarie in pietra che delimitavano un fortilizio bastionato, al cui interno sorgeva l'edificio a pianta quadrangolare che svolgeva le funzioni di avvistamento.